# Глазков, Вячеслав Валерьевич
Вячеслав Валерьевич Глазков (укр. В'ячеслав Валерійович Глазков; 15 октября 1984, Луганск, Украинская ССР) — украинский боксёр-профессионал, выступавший в супертяжёлой весовой категории. Серебряный призёр чемпионата мира среди любителей (2007). Бронзовый призёр XXIX Олимпийских игр (2008). Заслуженный мастер спорта Украины.
Чемпион США по версии USBA (2015).

## Биография
Родился 15 октября 1984 года в Луганске.
Начал заниматься боксом в спортивном клубе «Заря» — «Украина», Луганск. Первый тренер Баранов Владимир Ильич. Потом перешёл тренироваться в спортивный клуб «Звезда» к тренеру Александру Арланову.
Окончил Луганский государственный университет внутренних дел.
Его бабушка — Деревянко Нина Андреевна погибла во время артиллерийского обстрела 18 августа, стоя в очереди за водой на квартале Алексеева в Луганске. Умерла в карете скорой помощи.
В конце 2015 года появилась информация о том, что Вячеслав Глазков планирует подать документы на получение российского гражданства, однако данная информация была официально опровергнута самим боксёром.

## Любительская карьера
Участвовал на чемпионате мира 2005 года, в первом поединке победил литовца Ярославаса Якшто (26:20), а во втором туре проиграл кубинцу Одланьеру Солису (11:26).
На Чемпионате Европы 2006 года занял 3-е место. Победил Дэвида Прайса, в полуфинале проиграл Кубрату Пулеву. На Чемпионате мира 2007 года занял 2-е место, проиграв в финале итальянцу Роберто Каммарелле.
В 2008 году участвовал в XXIX Олимпийских играх в Пекине. В 1/8 финала встретился с кубинцем Роберто Альфонсо и победил его со счетом 5:3, в 1/4 финала победил алжирца Невфеля Уата со счётом 10:4. Из-за травмы локтя не смог принять участие в 1/2 финала, где должен был сразиться с китайцем Чжаном Чжилэем, в результате чего его участие в соревнованиях закончилось и Глазков получил третье место.

## Профессиональная карьера
На профессиональном ринге Вячеслав дебютировал в июле 2009 года и первый поединок провёл против опытного боксёра из Турции Оезкана Четинкая (15-6-1). Глазков победил по очкам в четырёхраундовом бою. Второй поединок Вячеслав выиграл по очкам против россиянина Алексея Варкина (28-16-3). Проведя ещё шесть победных боёв, вышел на ринг на первый восьмираундовый поединок и победил по очкам известного российского боксёра Дениса Бахтова (33-5).
16 марта 2012 года Вячеслав вышел на ринг с российским гигантом Евгением Орловым. Орлов лишь однажды проигрывал досрочно и всегда доставлял проблемы своим оппонентам. Глазков быстро измотал Орлова, и Евгений отказался от продолжения боя после пятого раунда.
Через два месяца, в мае 2012 года, Вячеслав нокаутировал в 7-м раунде бывшего чемпиона Африки Гбенгу Олоукуна.
В сентябре 2012 года с разгромным судейским решением Глазков победил известного немецкого боксёра Константина Айриха.
5 ноября 2012 года должен был встретится с украинским боксёром Алексеем Мазыкиным, но незадолго до боя получил травму и поединок пришлось отменить.

### Бой с Тором Хеймером
22 декабря 2012 года Вячеслав Глазков встретился с известным американским проспектом Тором Хеймером, которого в свою очередь прославила триумфальная победа на турнире Prizefighter. Поединок проходил не в очень высоком темпе, но Глазков постоянно менял дистанцию и всячески доставал американца комбинациями ударов. Хэймер ничего не смог противопоставить мастеровитому Глазкову. В перерыве между четвёртым и пятым раундами угол Хеймера отказался от продолжения поединка. Глазков одержал четырнадцатую победу на профессиональном ринге и десятую досрочную, и что примечательно, седьмую победу отказом от продолжения боя.

### Бой с Маликом Скоттом
23 февраля 2013 года Вячеслав вышел на ринг с непобеждённым американским боксёром Маликом Скоттом. Малик работал с дальней дистанции, и хотя в основном вторым номером, тем не менее мастерски защищался и пробивал джебы. Это позволило ему с минимальным преимуществом выиграть почти всю первую половину поединка. Глазков же действовал в роли агрессора, но так и не смог ни разу доставить Скотту серьёзных проблем. Ближе к концу поединка оба боксёра устали, но Глазков немного выровнял бой. В не зрелищном поединке судьи зафиксировали ничью раздельным решением. Многие сочли, что Скотта засудили и он был убедительнее.

### Бой с Томашем Адамеком
На 16 ноября 2013 года был запланирован бой с поляком Томашем Адамеком. Но за 2 дня до боя стало окончательно известно, что бой не состоится из-за болезни Томаша. Промоутерская компания «Main Events» в срочном порядке нашла замену поляку в лице Гарретта Вилсона. В состоявшемся бою Вячеслав победил единогласным решение судей (97-93, 98-92, 99-91).
15 марта 2014 года состоялся долгожданный бой. Вячеслав победил единогласным решением судей и завоевал североамериканский титул по версии IBF в супертяжёлом весе. Бой в городе Бетлхем (США, штат Пенсильвания) шёл с переменным успехом. Глазков хорошо начал и предпочтительнее смотрелся в середине противостояния, но на концовку его не хватило — инициативу перехватил изрядно побитый Адамек. В итоге все трое судей отдали победу украинцу — 117:110, 117:111, 116:112. Этот результат стал неожиданностью для многих, ведь до боя победу пророчили более известному поляку.

### Бой со Стивом Каннингемом
14 марта 2015 года, состоялся бой между Глазковым и Каннингемом. Американский ветеран провел поединок гораздо активнее Глазкова, выбросил и нанёс сопернику больше ударов, чем Вячеслав, который сосредоточился на качестве. Несмотря на то что точных ударов Глазкова было меньше, выглядели они более мощными и аккуратными.
Так называемые «чемпионские раунды» — с 10-го по 12-й включительно — остались за поймавшим второе дыхание Глазковым. По итогам противостояния равных по силе соперников трое судей отдали победу украинцу со счетом 116—112, 115—113 и 116—112.
Вячеслав Глазков стал обязательным претендентом для чемпиона мира по версии IBF Владимира Кличко.

### Титульный бой с Чарльзом Мартином
После отказа Тайсона Фьюри, победившего 28 ноября 2015 года Владимира Кличко, встретиться с обязательным претендентом IBF украинцем Вячеславом Глазковым, на 16 января 2016 года был назначен бой за титул чемпиона мира по версии IBF между Глазковым и американцем Чарльзом Мартином. Бой Вячеслава прошёл в андеркарте боя чемпиона мира по версии WBC американца Уайлдера с поляком Шпилькой.
Первые два раунда поединка были достаточно близкими и равными, а в третьем после своей атаки Глазков подвернул правое колено и упал на настил. Поскольку он упал не от удара, рефери не отсчитал нокдаун. Глазков продолжил бой, однако заметно замедлился и вскоре снова упал. Несмотря на то что и в этот раз падение не было результатом ударов Мартина, рефери зафиксировал нокдаун. Глазков не смог продолжить поединок, и рефери зафиксировал победу Мартина техническим нокаутом. На послематчевом обследовании был диагностирован разрыв крестообразного сухожилия правого колена. Позже была проведена операция по восстановлению связки. Через 6 месяцев случился рецидив травмы с повторным оперативным вмешательством. После этого Глазков принял решение завершить спортивную карьеру.

## Результаты боёв
В таблице перечислены результаты всех поединков боксёров.
В каждой строке указан результат поединка. Дополнительно номер поединка обозначен цветом, который обозначает итог поединка. Расшифровка обозначений и цветов представлена в нижеследующей таблице.
| Пример | Расшифровка                     |
| ------ | ------------------------------- |
|        | Победа                          |
|        | Ничья                           |
|        | Поражение                       |
|        | Планируемый поединок            |
|        | Поединок признан несостоявшимся |
| КО     | Нокаут                          |
| ТКО    | Технический нокаут              |
| PTS    | Решение судей (по очкам)        |
| UD     | Единогласное решение судей      |
| MD     | Решение большинства судей       |
| SD     | Раздельное решение судей        |
| RTD    | Отказ от продолжения боя        |
| DQ     | Дисквалификация                 |
| NC     | Поединок признан несостоявшимся |

| 23 поединка, 21 победа (13 нокаутом), 1 ничья, 1 поражение. | 23 поединка, 21 победа (13 нокаутом), 1 ничья, 1 поражение. | 23 поединка, 21 победа (13 нокаутом), 1 ничья, 1 поражение. | 23 поединка, 21 победа (13 нокаутом), 1 ничья, 1 поражение. | 23 поединка, 21 победа (13 нокаутом), 1 ничья, 1 поражение.     | 23 поединка, 21 победа (13 нокаутом), 1 ничья, 1 поражение. | 23 поединка, 21 победа (13 нокаутом), 1 ничья, 1 поражение.                                                                    |
| Бой                                                         | Рекорд                                                      | Дата                                                        | Соперник                                                    | Место боя                                                       | Результат                                                   | Дополнительно |
| ----------------------------------------------------------- | ----------------------------------------------------------- | ----------------------------------------------------------- | ----------------------------------------------------------- | --------------------------------------------------------------- | ----------------------------------------------------------- | --- |
| 23                                                          | 21-1-1                                                      | 16 января 2016                                              | Чарльз Мартин (23-0-1)                                      | Барклайс-центр, Бруклин, Нью-Йорк, США                          | TKO 3 (12), 1:50                                            | Бой за вакантный титул чемпиона мира по версии IBF в супертяжёлом весе. Вячеслав проиграл в 3 раунде из-за проблемы с коленом. |
| 22                                                          | 21-0-1                                                      | 15 августа 2015                                             | Кертсон Мэнсуэлл (24-11)                                    | Краснодар, Россия                                               | KO 4 (10), 1:33                                             | |
| 21                                                          | 20-0-1                                                      | 14 марта 2015                                               | Стив Каннингем (28-6)                                       | Белл-центр, Монреаль, Канада                                    | UD 12                                                       | Завоевал титул USBA. Претендентский бой IBF в супертяжёлом весе. Счёт судей: 116-112, 115-113, 116-112.                        |
| 20                                                          | 19-0-1                                                      | 8 ноября 2014                                               | Дарнелл Уилсон (25-17-3)                                    | Boardwalk Hall, Атлантик-Сити, Нью-Джерси, США                  | TKO 7 (10), 3:00                                            | |
| 19                                                          | 18-0-1                                                      | 9 августа 2014                                              | Деррик Росси (29-8)                                         | Sands Bethlehem, Бетлехем, Пенсильвания, США                    | MD 12                                                       | Счёт судей: 98-92, 95-95, 96-94.                                                                                               |
| 18                                                          | 17-0-1                                                      | 15 марта 2014                                               | Томаш Адамек (49-2)                                         | Sands Casino Resort, Бетлехем, Пенсильвания, США                | UD 12                                                       | Бой за североамериканский титул по версии IBF в супертяжёлом весе. Счёт судей: 117-110, 117-111, 116-112.                      |
| 17                                                          | 16-0-1                                                      | 16 ноября 2013                                              | Гарретт Уилсон (13-6-1)                                     | Turning Stone Resort & Casino, Верона, Нью Йорк, США            | UD 10                                                       | |
| 16                                                          | 15-0-1                                                      | 3 августа 2013                                              | Байрон Полли (25-15-1)                                      | Мохеган Сан Казино, Анкасвилл, США                              | TKO 2 (8), 0:30                                             | |
| 15                                                          | 14-0                                                        | 23 февраля 2013                                             | Малик Скотт (35-0)                                          | Paramount Theatre, Хантингтон, Нью-Йорк, США                    | SD 10                                                       | Счёт судей: 96-94, 95-95, 92-98.                                                                                               |
| 14                                                          | 14-0                                                        | 22 декабря 2012                                             | Тор Хеймер (19-1)                                           | Sands Casino Resort, Бетлехем, Пенсильвания, США                | RTD 4 (8), 3:00                                             | |
| 13                                                          | 13-0                                                        | 8 сентября 2012                                             | Константин Айрих (23-6-2)                                   | Олимпийский, Москва, Россия                                     | UD 10                                                       | Бой за вакантный титул WBC Baltic Silver.                                                                                      |
| 12                                                          | 12-0                                                        | 1 мая 2012                                                  | Гбенга Олоукун (19-7)                                       | СК Крылатское, Москва, Россия                                   | TKO 7 (10), 1:32                                            | |
| 11                                                          | 11-0                                                        | 16 марта 2012                                               | Евгений Орлов (13-11-1)                                     | Цирк, Краснодар, Россия                                         | RTD 5 (10), 3:00                                            | |
| 10                                                          | 10-0                                                        | 4 декабря 2011                                              | Даниил Перетятько (17-29)                                   | Мегаспорт, Москва, Россия                                       | RTD 5 (8), 3:00                                             | |
| 9                                                           | 9-0                                                         | 26 марта 2011                                               | Денис Бахтов (33-5)                                         | ДИВС, Екатеринбург, Россия                                      | UD 8                                                        | |
| 8                                                           | 8-0                                                         | 4 декабря 2010                                              | Аскер Балаш (1-1)                                           | ТРЦ «Терминал», Бровары, Украина                                | RTD 3 (6), 3:00                                             | |
| 7                                                           | 7-0                                                         | 16 октября 2010                                             | Азиз Рахмонов (6-3)                                         | Алатир, Екатеринбург, Россия                                    | RTD 2 (6), 3:00                                             | |
| 6                                                           | 6-0                                                         | 14 июля 2010                                                | Марк Браун (15-3)                                           | South Philly Arena, Филадельфия, Пенсильвания, США              | TKO 3 (6), 2:13                                             | |
| 5                                                           | 5-0                                                         | 24 апреля 2010                                              | Иван Швайко (2-0)                                           | Спорт Палас, Киев, Украина                                      | RTD 3 (6), 3:00                                             | |
| 4                                                           | 4-0                                                         | 24 апреля 2010                                              | Рамон Хейз (15-29-1)                                        | Sosua Bay Grand Casino, Пуэрото Плата, Доминиканская Республика | TKO 3 (4), 1:58                                             | |
| 3                                                           | 3-0                                                         | 19 декабря 2009                                             | Станислав Белоконь (3-2)                                    | Спорт Палас «Юность», Запорожье, Украина                        | RTD 1 (4), 3:00                                             | |
| 2                                                           | 2-0                                                         | 24 октября 2009                                             | Алексей Варакин (28-16-3)                                   | Студия Фильмов Свердловска, Екатеринбург, Россия                | UD 4                                                        | |
| 1                                                           | 1-0                                                         | 2 июля 2009                                                 | Озджан Четинкая (15-5-1)                                    | СК Крылатское, Москва, Россия                                   | UD 4                                                        | |
| Бой                                                         | Рекорд                                                      | Дата                                                        | Соперник                                                    | Место боя                                                       | Результат                                                   | Дополнительно |

## Государственные награды
- Орден «За мужество» III степени (4 сентября 2008) — за достижение высоких спортивных результатов на XXIX летних Олимпийских играх в Пекине (Китайская Народная Республика), проявленные мужество, самоотверженность и волю к победе, подъём международного авторитета Украины[18]